# Paramus
Paramus is een plaats (borough) in de Amerikaanse staat New Jersey, en valt bestuurlijk gezien onder Bergen County.

## Demografie
Bij de volkstelling in 2000 werd het aantal inwoners vastgesteld op 25.737.
In 2006 is het aantal inwoners door het United States Census Bureau geschat op 26.548, een stijging van 811 (3,2%).

## Geografie
Volgens het United States Census Bureau beslaat de plaats een oppervlakte van
27,1 km², geheel bestaande uit land.

## Plaatsen in de nabije omgeving
De onderstaande figuur toont nabijgelegen plaatsen in een straal van 8 km rond Paramus.